# 花火 (1941年の歌曲)
「花火」（はなび）は、日本の童謡。文部省唱歌。井上赳作詞、下総皖一作曲。

## 概要
1941年（昭和16年）発行の国民学校初等科第二学年用の音楽教科書『うたのほん』下巻に発表された。井上の詩は1934年発行の『小学国語読本尋常科用』第3巻に載ったもので、それを歌いやすいように何か所か修正を加え、下総作曲の歌になった。花火は日本の夏の風物詩で、「どんとなった」という元気な歌い出しが特徴である。

## 歌詞
（作詞者井上赳は1965年に没し、著作権保護期間は2015年満了により、PD）
一、
どんとなった　花火だ　きれいだな
空いっぱいに　ひろがった
しだれやなぎが　ひろがった
二、
どんとなった　何百　赤い星
一度にかわって　青い星
も一度かわって　金の星

## 楽譜
楽譜は次の書籍にみることができる。
- 『100万人の唱歌集』日本歌謡出版社 編、鶴書房、1959、p174-175[5]
- 『日本の唱歌 : 定本』堀内敬三 著、実業之日本社、1970、p327[6]
- 『日本唱歌全集』井上武士 編、音楽之友社、1972、p346[7]